# 미들섹스 원더러스 AFC
미들섹스 원더러스 AFC(Middlesex Wonderers A.F.C.)는 잉글랜드의 해외 순회를 전문으로 하는 아마추어 축구 클럽이다. 1960년대와 1970년대 한국을 방문하여 대한민국 축구 국가대표팀과 평가전을 치렀다.